# شهرستان روتلند (ورمانت)
شهرستان روتلند، ورمانت (به انگلیسی: Rutland County, Vermont) یک شهرستان در ایالات متحده آمریکا است که در ورمانت واقع شده‌است.

## خصوصیات
شهرستان روتلند ۲٬۴۴۷٫۵۵ کیلومترمربع مساحت دارد.